# Útgarðr
Nella mitologia norrena, Útgarðr (dal norreno "recinto esterno") è la parte all'esterno del recinto che racchiude Miðgarðr. È ricoperta da ghiaccio e neve ed è la dimora dei giganti di brina. Il suo re è Útgarða-Loki, un grande gigante astuto e molto ambiguo, protagonista in una delle storie di Thor. 